# Jan Juffermans (schrijver)
Jan P. Juffermans (Oegstgeest, 22 mei 1945) is een Nederlandse auteur en milieuactivist.

## Leven en werk
Juffermans studeerde marketing/reclame en enkele jaren sociologie en filosofie aan de Universiteit Leiden. Hij werkte eerst op de afdeling publiciteit van Sikkens en was grafisch ontwerper en later adjunct-directeur bij uitgeverij Inter Documentation Company in Leiden. Van 1978 tot 2010 was hij eerst hoofdredacteur en uitgever, en later beleidsmedewerker mondiale duurzaamheid bij De Kleine Aarde. Hij zette zich vooral in voor de Agenda 21 en introduceerde in Nederland de term mondiale en ecologische voetafdruk: die geeft de hoeveelheid vierkante meters Aarde aan die elk mens gebruikt. Na zijn pensionering in 2010 werd hij zelfstandige onder de naam Voor Mondiale Duurzaamheid.
Juffermans is lid van het Platform Duurzame en Solidaire Economie, de Werkgroep Voetafdruk Nederland en Transitie Boxtel. Hij ontving in 2005 de eerste Duurzaamheidsprijs van de Gemeente Boxtel, werd in 2009 benoemd tot Ridder in de Orde van Oranje-Nassau, en in 2010 stond hij op plaats 34 van de Duurzame 100 van het dagblad Trouw. Bij zijn afscheid van De Kleine Aarde kreeg hij een ingelijste Life-time Award - for pioneering Footprint thinking in the Netherlands and beyond aangeboden door het Global Footprint Network en het World Wildlife Fund.
Op 1 februari 1996 verzorgde hij de 'Zwanenhoflezing' in Ambt Delden, en op 20 november 2016 de 'Domela Nieuwenhuislezing' in Heerenveen.
Op Duurzame Dinsdag 2014 werd hij door het Genootschap Onze Taal onderscheiden wegens de nieuwe woorden die hij aan de taal toevoegde, waaronder fossielvrije gemeente, eerlijk Aarde-aandeel en Mondiale Ecologische voetafdruk en startte hij de actie om Aarde voortaan met een hoofdletter te schrijven.

## Trivia
Juffermans is getrouwd en heeft twee dochters. Hij heeft verscheidene grote reizen gemaakt, grotendeels over land en zee.